# جريدة الشرق (سوريا)
جريدة الشرق، جريدة يومية سياسية كانت تصدر في دمشق خلال الحرب العالمية الأولى، بهدف تغطية أخبار جبهات القتال العثمانية والترويج لسياسات جمعية الاتحاد والترقي الحاكمة في إسطنبول.
أُسست جريدة الشرق في دمشق من قبل الحكام العثماني جمال باشا وصدر عددها الأول يوم 27 نيسان 1916. وُضع مبلغ مالي تحت تصرف إدارتها وعدد كبير من المحررين، وعُين الشيخ تاج الدين الحسني، نجل المحدّث الأكبر في بلاد الشام الشيخ بدر الدين الحسني، رئيساً لتحريرها، يعاونه المفكر القومي الأمير شكيب أرسلان. ولكن الأخير استقال من منصبه بعد إعدام جمال باشا قادة المجتمع السوري في 6 أيار 1916 وحلّ مكانه الصحفي والكاتب محمّد كرد علي.  في 30 أيلول 1916، أعيد ترتيب الجريدة بعد زيادة صفحاتها وإدخال الصور الفوتوغرافية عليها وصار اسمها «الشرق المصور.» ظلّت تَصدر حتى نهاية الحكم العثماني في سورية عام 1918.